# The Uchōten Hotel
Pour plus de détails, voir Fiche technique et Distribution.
The Uchōten Hotel (THE 有頂天ホテル, Uchōten hoteru) est un film japonais réalisé par Kōki Mitani, sorti en 2006.

## Synopsis
Le film montre les destins croisés de plusieurs personnages qui se retrouvent dans un hôtel pour le Nouvel an.

## Fiche technique
- Titre : The Uchōten Hotel
- Titre original : THE 有頂天ホテル (Uchōten hoteru?)
- Réalisation : Kōki Mitani
- Scénario : Kōki Mitani
- Musique : Yūsuke Honma
- Photographie : Hideo Yamamoto
- Décors : Yōhei Taneda (ja)
- Montage : Sōichi Ueno
- Production : Minami Ichikawa, Chihiro Kameyama, Yasushi Ogawa, Yumiko Shigeoka et Yoshishige Shimatani
- Société de production : Fuji Television Network, Cross Media et Tōhō
- Pays :  Japon
- Genre : Comédie dramatique
- Durée : 136 minutes[1]
- Dates de sortie : 
  - Japon : 14 janvier 2006[1]

## Distribution
- Kōji Yakusho : Heikichi Shindo
- Takako Matsu : Hana Takemoto
- Kōichi Satō : Katsutoshi Mutōda
- Shingo Katori : Kenji Tadano
- Ryōko Shinohara : Yōko, la call girl
- Keiko Toda : Tokiko Yabe
- Katsuhisa Namase : Takashi Seo
- Kumiko Asō : Naomi Ohara
- You : Sakura Cherry
- Joe Odagiri : Ukon
- Takuzō Kadono : Mamoru Hotta
- Susumu Terajima : Jose Kōchi
- Kazuyuki Asano : Mamoru Jimbo
- Yoshimasa Kondō : Naomasa Bandō
- Jay Kabira : Tange
- Keiko Horiuchi : Mutsuko Noma
- Zen Kajihara : Bitō
- Masanori Ishii : Kurōdo
- Mieko Harada : Yumi Hotta
- Toshiaki Karasawa : Juichi Akamaru
- Masahiko Tsugawa : Kenji Bandō
- Shirō Itō : la manager général
- Toshiyuki Nishida : Zenbu Tokugawa
- Kazuyuki Aijima : le gardien
- Hyōe Enoki : Mannojo Sakata
- Madoka Narazaki : Bonita Kōchi
- Haruka Orth : Marilyn Monroe
- Aya Takashima : la femme qui crie
- Naoki Tanaka : Naosuke Iijima
- Akiko Yagi : Tamiko Iijima
- Kōichi Yamadera : Dabudabu Duck (voix)

## Distinctions
Le film a été nommé pour onze Japan Academy Prizes.